# Gentilés de France B
Pour un article plus général, voir Gentilés de France.
Gentilés des communes françaises par ordre alphabétique
- A
- B
- C
- D
- E
- F
- G
- H
- I
- J
- K
- L
- M
- N
- O
- P
- Q
- R
- S
- T
- U
- V
- W
- X
- Y
- Z

- Baccon : Bacconnais
- Bagneux : Balnéolais
- Bagnolet : Bagnolétais
- Baho: Bahoten
- Baie-Mahault : Baie-Mahaultiens
- Baillif : Baillifiens
- Le Ban-Saint-Martin : Ban-saint-martinois
- Bapaume : Bapalmois
- Bar-le-Duc : Barrisiens ou Barisiens
- Barville-en-Gâtinais : Barvillois
- Basse-Pointe : Pointois
- Basse-Terre : Basse-Terriens
- Bastia : Bastiais
- Bayeux : Bajocasses
- Bayonne : Bayonnais
- Bazas : Bazadais
- Beaubery : Beauberychons, Beauberychonnes
- Beauce : Beauceron, Beaucerons, Beaucerone, Beaucerone
- Beaugency : Balgentiens
- Beaulieu (homonymie)
  - Beaulieu-sur-Layon : Belloquois
  - Beaulieu-sur-Mer : Berlugan, Berlugans, Berlugane, Berluganes
- Beaumont (homonymie)
  - Beaumont-Pied-de-Bœuf (homonymie)
- Beauvoir (homonymie)
- Belfort : Belfortains
- Belin-Béliet : Belinetois
- Bellac : Bellachons, Bellachonnes ou Bellacois, Bellacoises
- Bellecombe : Bellecombais, Bellecombaise
- Bellefontaine : Bellifontains
- Belle-Île-en-Mer : Bellîlois, Bellîloise
- Bellevaux : Ballavaud(de)
- Benquet : Benquetois
- Bercenay-en-Othe : Dagnelles
- Besançon : Bisontins
- Bessan : Bessanais
- Bessans : Bessanais
- Béthisy-Saint-Pierre : Béthisien, Béthisiens, Béthisienne, Béthisiennes
- Béziers : Biterrois
- Biache-Saint-Vaast : Biachois
- Biarritz : Biarrots
- Bièvres : Biévrois
- Le Blanc, commune française située dans le département de l'Indre et la région Centre : Blancois, Blancois, Blancoise, Blancoises
- Le Blanc-Mesnil : Blanc-Mesnilois
- Blois : Blésois ou Blaisois
- Bobigny : Balbyniens
- Bois-Colombes : Bois-Colombien
- Bois-de-Céné : Cénéen, Cénéenne
- Bois-le-Roi : Bacots
- Boissy-Saint-Léger : Boisséen
- Bondy : Bondynois
- Le Bonhomme : Bonhommiens
- Bonneuil (homonymie)
- Bonneuil-en-France : Bonneuilleux
- Bonneuil-sur-Marne : Bonneuillois
- Bonneville : Bonnevillois(se)
- Bonsecours : Bonoxiliens
- Bordeaux : Bordelais
- Bouchoir : Bucheriens
- Bouc Bel Air : Boucains
- Bouillante : Bouillantais
- Boulay-Moselle : Boulageois
- Boulogne (homonymie)
  - Boulogne-Billancourt : Boulonnais
  - Boulogne-sur-Mer : Boulonnais
- Boulouparis : Boulouparisiens
- Bourail : Bouraillais
- Bouray-sur-Juine : Bouraysiens
- Bourg (homonymie)
  - Bourg-de-Péage : Péageois
  - Bourg-en-Bresse : Burgiens
  - Bourg-la-Reine : Réginaburgiens
  - Bourg-lès-Valence : Bourcains
  - Bourg-Madame : Guinguettois
- Bourges : Berruyer, Berruyers, Berruyère, Berruyères
- Le Bourget (Seine-Saint-Denis) : Bourgetins
- Le Bouscat : Bouscatais
- Brain-sur-Allonnes : Brainois
- Bresse : Bressan, Bressans, Bressane, Bressanes
- Brest : Brestois
- Bretigny-sur-Orge : Brétignolais
- Briare : Briarois
- Brie : Briard, Briards, Briarde, Briardes
- Briatexte : Briatextois
- Bricquebec : Bricquebétais
- Brive-la-Gaillarde : Briviste, Brivistes, Briviste, Brivistes (invariant au féminin), Brivois, Brivoise (ancien)
- Briey : Briotins
- Bron : Brondillants
- Bruges : Brugeais, Brugeais, Brugeaise, Brugeaises
- Bruz : Bruzois
- Bry-sur-Marne : Bryard
- Buc : "Bucois"
- Bussang : Bussenet, Bussenette

## Pour approfondir